# 1992年のスポーツ
- 年度別スポーツ記事一覧

1992年のスポーツでは、1992年（平成4年）のスポーツ関連の出来事についてまとめる。

## できごと
- 1月10日 - JOC、オリンピックメダリストに報奨金を贈ることを決定
- 2月8日～23日 - 第16回アルベールビルオリンピック開催
- 2月9日 - 第3回日本女子サッカーリーグ(JLSL)閉幕　優勝:読売サッカークラブ女子・ベレーザ
- 3月12日 - サッカーの日本代表チーム監督に、初の外国人監督オランダのハンス・オフト就任
- 4月9日 - モスクワ、ロサンゼルス両オリンピック1500メートル競走金メダルのセバスチャン・コー、イギリスの総選挙に当選
- 5月8日 - 第61代横綱北勝海信芳引退
- 6月6日 - 第4回日本女子サッカーリーグ(JLSL)開幕
- 6月8日 - 競輪選手の中野浩一引退発表
- 6月28日 - 田部井淳子、女性で世界初の7大陸最高峰登頂に成功
- 7月25日 - 第25回バルセロナオリンピック開幕
- 9月7日 - パラリンピックで史上初のドーピング判明
- 10月30日 - 未踏峰世界最高のナムチャバルワに日中合同登山隊11人が初登頂成功
- 11月8日 - サッカーの第10回アジアカップで日本初優勝
- 11月15日 - 第4回日本女子サッカーリーグ(JLSL)閉幕　優勝:読売日本サッカークラブ女子ベレーザ
- 12月6日 - ノルディックスキーW杯で荻原健司が日本人初優勝
- 12月12日 - 第1回世界相撲選手権大会、両国国技館で開催

## 総合競技大会
- 第16回アルベールビルオリンピック（2月8日～23日） - 日本の獲得メダル:金1、銀2、銅4

| 第16回アルベールビルオリンピック       | 第16回アルベールビルオリンピック | 第16回アルベールビルオリンピック | 第16回アルベールビルオリンピック | 第16回アルベールビルオリンピック | 第16回アルベールビルオリンピック |
| 順位                                   | 国・地域                         | 金                               | 銀                               | 銅                               | 計                               |
| -------------------------------------- | -------------------------------- | -------------------------------- | -------------------------------- | -------------------------------- | -------------------------------- |
| 1                                      | ドイツ                           | 10                               | 10                               | 6                                | 26                               |
| 2                                      | EUN                              | 9                                | 6                                | 8                                | 23                               |
| 3                                      | ノルウェー                       | 9                                | 6                                | 5                                | 20                               |
| 4                                      | オーストリア                     | 6                                | 7                                | 8                                | 21                               |
| 5                                      | アメリカ                         | 5                                | 4                                | 2                                | 11                               |
| 6                                      | イタリア                         | 4                                | 6                                | 4                                | 14                               |
| 7                                      | フランス                         | 3                                | 5                                | 1                                | 9                                |
| 8                                      | フィンランド                     | 3                                | 1                                | 3                                | 7                                |
| 9                                      | カナダ                           | 2                                | 3                                | 2                                | 7                                |
| 10                                     | 韓国                             | 2                                | 1                                | 1                                | 4                                |
| 詳細はアルベールビルオリンピックを参照 |                                  |                                  |                                  |                                  |                                  |

- 第5回アルベールビルパラリンピック（3月25日～4月1日） - 日本の獲得メダル:金0、銀0、銅2
- 第25回バルセロナオリンピック（7月25日～8月9日） - 日本の獲得メダル:金3、銀8、銅11

| 第25回バルセロナオリンピック       | 第25回バルセロナオリンピック | 第25回バルセロナオリンピック | 第25回バルセロナオリンピック | 第25回バルセロナオリンピック | 第25回バルセロナオリンピック |
| 順位                               | 国・地域                     | 金                           | 銀                           | 銅                           | 計                           |
| ---------------------------------- | ---------------------------- | ---------------------------- | ---------------------------- | ---------------------------- | ---------------------------- |
| 1                                  | EUN                          | 45                           | 38                           | 29                           | 112                          |
| 2                                  | アメリカ                     | 37                           | 34                           | 37                           | 108                          |
| 3                                  | ドイツ                       | 33                           | 21                           | 28                           | 82                           |
| 4                                  | 中国                         | 16                           | 22                           | 16                           | 54                           |
| 5                                  | キューバ                     | 14                           | 6                            | 11                           | 31                           |
| 6                                  | スペイン                     | 13                           | 7                            | 2                            | 22                           |
| 7                                  | 韓国                         | 12                           | 5                            | 12                           | 29                           |
| 8                                  | ハンガリー                   | 11                           | 12                           | 7                            | 30                           |
| 9                                  | フランス                     | 8                            | 5                            | 16                           | 29                           |
| 10                                 | オーストラリア               | 7                            | 9                            | 11                           | 27                           |
| 詳細はバルセロナオリンピックを参照 |                              |                              |                              |                              |                              |

- 第9回バルセロナパラリンピック（9月3日～14日） - 日本の獲得メダル:金8、銀7、銅15
- 第47回べにばな国体（冬季スケート・アイスホッケー - 1月26日～29日・山形県、冬季スキー - 2月28日～3月2日・山形県、夏季 - 9月6日～9日・山形県、秋季 - 10月4日～9日・山形県）
天皇杯順位:優勝 山形県、第2位 東京都、第3位 愛知県
皇后杯順位:優勝 山形県、第2位 東京都、第3位 愛知県

## アイスホッケー
- スタンレーカップ決勝（1991-1992シーズン）
ピッツバーグ・ペンギンズ　（4戦全勝） シカゴ・ブラックホークス

## アメリカンフットボール

### NFL
- AFCチャンピオンシップゲーム（1月12日、リッチ・スタジアム）
バッファロー・ビルズ 10 - 7 デンバー・ブロンコス
- NFCチャンピオンシップゲーム（1月12日、RFKスタジアム）
ワシントン・レッドスキンズ 41 - 10 デトロイト・ライオンズ
- 第26回スーパーボウル（1月26日、ミネソタ州メトロドーム）
ワシントン・レッドスキンズ(NFC、4年ぶり3回目)　37-24　バッファロー・ビルズ(AFC)

### 日本の大会
- 第45回ライスボウル（1月3日、東京都文京区・東京ドーム）
オンワードオークス(社会人代表) 28-6 関西学院大学ファイターズ(学生代表）
- 第47回毎日甲子園ボウル(12月13日、兵庫県西宮市・阪神甲子園球場）
京都大学ギャングスターズ(関西学生代表) 17-7 法政大学トマホークス(関東学生代表)
- 第6回東京スーパーボウル (12月4日、東京都文京区・東京ドーム）
アサヒビールシルバースター 21-7 松下電工インパルス

## 競馬

### 日本のGI競走
中央競馬
- 桜花賞（阪神・4月12日） 優勝：ニシノフラワー、騎手：河内洋
- 皐月賞（中山・4月19日） 優勝：ミホノブルボン、騎手：：小島貞博
- 天皇賞（春）（京都・4月26日） 優勝：メジロマックイーン、騎手：武豊
- 安田記念（東京・5月17日) 優勝：ヤマニンゼファー 騎手：田中勝春
- 優駿牝馬（オークス）（東京・5月24日)  優勝：アドラーブル、騎手：村本善之
- 東京優駿（日本ダービー）（東京・5月31日) 優勝：ミホノブルボン、騎手：小島貞博
- 宝塚記念（阪神・6月14日) 優勝：メジロパーマー、 騎手：山田泰誠
- 天皇賞（秋）（東京・11月1日） 優勝：レッツゴーターキン、騎手：大崎昭一
- 菊花賞（京都・11月8日） 優勝：ライスシャワー、騎手：的場均
- エリザベス女王杯（京都・11月15日） 優勝：タケノベルベット、騎手：藤田伸二
- マイルチャンピオンシップ（京都・11月22日） 優勝：ダイタクヘリオス、騎手：岸滋彦
- ジャパンカップ（東京・11月29日） 優勝：トウカイテイオー、騎手：岡部幸雄
- 阪神3歳牝馬ステークス（阪神・12月6日） 優勝：スエヒロジョウオー、騎手：田面木博公
- 朝日杯3歳ステークス（中山・12月13日） 優勝：エルウェーウィン、騎手：南井克巳
- スプリンターズステークス（中山・12月20日） 優勝：ニシノフラワー、騎手：河内洋
- 有馬記念（中山・12月27日） 優勝：メジロパーマー、騎手：山田泰成

### JRA賞
- 年度代表馬・最優秀4歳以上牡馬　ミホノブルボン
- 最優秀3歳牡馬　エルウェーウイン
- 最優秀3歳牝馬　スエヒロジョオー
- 最優秀4歳牝馬・最優秀短距離馬　ニシノフラワー
- 最優秀5歳牡馬・最優秀父内国産馬　メジロパーマー
- 最優秀5歳以上牝馬　イクノディクタス
- 最優秀ダートホース　該当馬無し
- 最優秀障害馬　シンボリクリエンス
- 最優秀アラブ　マリンワン
- 最多勝利騎手　武豊
- 最高勝率騎手・最多賞金獲得騎手　岡部幸雄

## ゴルフ
男子プロ
- マスターズ：フレッド・カプルス（アメリカ）
- 全米オープン（ペブルビーチ）：トム・カイト（アメリカ）
- 全英オープン：ニック・ファルド（イギリス）
- 全米プロゴルフ：ニック・プライス（ジンバブエ）

女子プロ
- ナビスコ・ダイナ・ショア大会：ドッティー・ペッパー（アメリカ）
- 全米女子プロゴルフ：ベッツィ・キング（アメリカ）
- 全米女子オープン：パティ・シーハン（アメリカ）
- デュモーリエ・クラシック：シェリー・スタインハウアー（アメリカ）

### 日本
- 賞金王（男子）：尾崎将司
- 賞金女王：塩谷育代

## サッカー
- 天皇杯全日本サッカー選手権大会決勝
日産自動車 4-1 読売クラブ
- 日本サッカーリーグ
  - 1部（1991-1992シーズン）優勝:読売クラブ
- ナビスコカップ　優勝:読売ヴェルディ
- 第3回日本女子サッカーリーグ(JLSL)
  - 優勝:読売サッカークラブ女子・ベレーザ
- 第4回日本女子サッカーリーグ(JLSL)
  - 優勝:読売サッカークラブ女子・ベレーザ
- 第13回全日本女子サッカー選手権大会
  - 優勝:鈴与清水FCラブリーレディース

## テニス

### グランドスラム
- 全豪オープン　男子単優勝：ジム・クーリエ（アメリカ）、女子単優勝：モニカ・セレシュ（ユーゴスラビア）
- 全仏オープン　男子単優勝：ジム・クーリエ（アメリカ）、女子単優勝：モニカ・セレシュ（ユーゴスラビア）
- ウィンブルドン　男子単優勝：アンドレ・アガシ（アメリカ）、女子単優勝：シュテフィ・グラフ（ドイツ）
- 全米オープン　男子単優勝：ステファン・エドベリ（スウェーデン）、女子単優勝：モニカ・セレシュ（ユーゴスラビア）

### バルセロナオリンピック
- 男子シングルス　金：マルク・ロセ（スイス）、銀：ホルディ・アレッセ（スペイン）、銅：ゴラン・イワニセビッチ（クロアチア）／アンドレイ・チェルカソフ（旧ソビエト連邦）
- 女子シングルス　金：ジェニファー・カプリアティ（アメリカ）、銀：シュテフィ・グラフ（ドイツ）、銅：メアリー・ジョー・フェルナンデス（アメリカ）／アランチャ・サンチェス（スペイン）
- 男子ダブルス　金：ボリス・ベッカー＆ミヒャエル・シュティヒ（ドイツ）、銀：ウェイン・フェレイラ＆ピエト・ノーバル（南アフリカ）、銅：ゴラン・イワニセビッチ＆ゴラン・プルピッチ（クロアチア）／ハビエル・フラナ＆クリスチャン・ミニューシ（アルゼンチン）
- 女子ダブルス　金：ジジ・フェルナンデス＆メアリー・ジョー・フェルナンデス（アメリカ）、銀：アランチャ・サンチェス＆コンチタ・マルチネス（スペイン）、銅：ナタリア・ズベレワ＆レイラ・メスヒ（旧ソビエト連邦）／レイチェル・マッキラン＆ニコル・プロビス（オーストラリア）

この大会では準決勝敗退選手（ペア）による銅メダル決定戦は行わず、両方に銅メダルを授与した。

## プロレス
- プロレス大賞MVP:高田延彦（UWFインターナショナル）
- G1クライマックス（新日本プロレス）優勝：蝶野正洋（2連覇）
蝶野が「G1クライマックス」２連覇を達成すると同時にジャイアント馬場に続く日本人2人目のNWA世界ヘビー級チャンピオンに輝く。
- 世界最強タッグ決定リーグ戦（全日本プロレス） 優勝：三沢光晴&川田利明「超世代軍」組（初優勝）

## 誕生
- 1月1日 - 何可欣（中国、体操）
- 1月1日 - ジャック・ウィルシャー（イングランド、サッカー）
- 1月21日 - 高橋成美（千葉県、フィギュアスケート）
- 1月19日 - ショーン・ジョンソン（アメリカ、体操）
- 2月5日 - カリーナ・フォークト（ドイツ、スキージャンプ）
- 2月5日 - ネイマール（ブラジル、サッカー）
- 2月7日 - クセニヤ・ストルボワ（ロシア、フィギュアスケート）
- 2月11日 - ラーセ・ノーマン・ハンセン（デンマーク、自転車競技）
- 2月25日 - 松山英樹（愛媛県、ゴルフ）
- 2月27日 - マッシモ・スタノ（イタリア、陸上競技）[1]
- 3月23日 - カイリー・アービング（アメリカ、バスケットボール）
- 4月3日 - ユリア・エフィモワ（ロシア、水泳）
- 4月9日 - エレーナ・ラシュマノワ（ロシア、陸上競技）
- 4月10日 - ミシェル＝リー・アイ（トリニダード・トバゴ、陸上競技）[2]
- 4月16日 - 森薗美咲（東京都、卓球）
- 4月17日 - 香妻琴乃（鹿児島県、ゴルフ）
- 4月21日 - 鄧琳琳（中国、体操）
- 5月6日 - 宇佐美貴史（京都府、サッカー）
- 5月11日 - クリスティナ・マクヘール（アメリカ、テニス）
- 5月19日 - ヘザー・ワトソン（イギリス、テニス）
- 5月20日 - ケイト・キャンベル（オーストラリア、水泳）
- 5月21日 - 佐々木祐希（宮城県、アイスホッケー）
- 5月28日 - 柴崎岳（青森県、サッカー）
- 6月2日 - パイティム・カサミ（スイス、サッカー）
- 6月3日 - マリオ・ゲッツェ（ドイツ、サッカー）
- 6月5日 - エミリー・シーボーム（オーストラリア、水泳）
- 6月10日 - 山縣亮太（広島県、陸上競技）
- 6月15日 - ダフネ・シパーズ（オランダ、陸上競技）
- 6月15日 - 福田真未（福岡県、ゴルフ）
- 6月23日 - ブリジット・スローン（アメリカ、体操）
- 7月2日 - 髙木菜那（北海道、スピードスケート）
- 7月6日 - 堀奈津佳（徳島県、ゴルフ）
- 7月16日 - 八木かなえ（兵庫県、重量挙げ）
- 7月21日 - レイチェル・フラット（アメリカ、フィギュアスケート）
- 8月5日 - 内山靖崇（北海道、テニス）
- 8月11日 - 王鑫（中国、飛び込み）
- 8月26日 - 楊伊琳（中国、体操）
- 8月28日 - ガブリエラ・ドラゴイ（ルーマニア、体操）
- 9月1日 - キラニ・ジェームス（グレナダ、陸上競技）
- 9月3日 - 石津幸恵（東京都、テニス）
- 9月20日 - ペテル・プレヴツ（スロベニア、スキージャンプ）
- 9月22日 - フィリップ・ヒンデス（イギリス、自転車競技）
- 9月23日 - ガン・ユンソク (韓国、アイスホッケー)
- 9月28日 - 鶴見虹子（東京都、体操）
- 10月5日 - ケビン・マグヌッセン（デンマーク、モータースポーツ）
- 10月21日 - バーナード・トミック（オーストラリア、テニス）
- 10月27日 - ステファン・エル・シャーラウィ（イタリア、サッカー）
- 12月14日 - 宮市亮（愛知県、サッカー）
- 12月20日 - クセニヤ・マカロワ（ロシア、フィギュアスケート）

## 死去
- 3月4日 - 大和球士（埼玉県、野球、*1910年）
- 3月21日 - 和田明（東京都、野球、*1937年）
- 4月30日 - 大杉勝男（岡山県、野球、*1945年）
- 5月9日 - 井上清次（神奈川県、ゴルフ、*1915年）
- 5月28日 - 藤村富美男（広島県、野球、*1916年）
- 6月19日 - キャスリーン・マッケイン・ゴッドフリー（イギリス、テニス、*1896年）
- 6月19日 - 林月雲（台湾、陸上競技、*1915年）
- 10月22日 - ジョルジオ・デ・ステファーニ（イタリア、テニス、*1904年）
- 11月11日 - アール・メドウス（アメリカ、陸上競技、*1913年）